# Yağızatlı, Çelikhan
Yağızatlı là một xã thuộc huyện Çelikhan, tỉnh Adıyaman, Thổ Nhĩ Kỳ. Dân số thời điểm năm 2011 là 343 người.